# Distrito de Los Santos
Los Santos es un municipio panameño de la provincia homónima en la península de Azuero.  Según datos del INEC de 2010, el municipio contaba con 25.723 habitantes censados en una extensión de 433 km² (43.300 ha) y una densidad de población de 59,4 hab/km².
Varios fueron los asentamientos humanos que desde la Edad Antigua se extendieron por el término municipal de Los Santos, sin embargo la fundación de La Villa de Los Santos en el año 1569, fue el punto de partida del actual municipio, construyéndose la Iglesia de San Atanasio, la plaza Simón Bolívar y el Cabildo. Desde ese momento aumentó notablemente la población, convirtiéndose en una importante villa con una fuerte economía basada en la agricultura, la actividad pesquera y el tráfico de mercancías a través de su destacado puerto fluvial.

## Toponimia
Los Santos toma su nombre de la ciudad homónima y cabecera del distrito, La Villa de Los Santos. Fundada en el siglo XVI por inmigrantes castellanos el día de Todos Los Santos, por lo que toma su nombre de esta celebración católica. El Día de Todos Los Santos es una tradición cristiana instituida en honor de Todos los Santos, conocidos y desconocidos, según el papa Urbano IV, para compensar cualquier falta a las fiestas de los santos durante el año por parte de los fieles. Tiene origen en la festividad celta del Samhain o Samaín. Los santos (< latín sanctus, -i; ['elegido por Dios']) son hombres o mujeres distinguidos en las diversas tradiciones religiosas por sus supuestas relaciones especiales con las divinidades. Posteriormente se denominaría Los Santos a toda la península de Azuero y actualmente a la provincia homónima.

## Medio Físico
El término municipal de Los Santos está compuesto por el casco urbano de La Villa de Los Santos, así como de pequeños núcleos poco urbanizados; las zonas agrícolas con cultivos de secano y regadío; ganadería extensiva y de subsistencia; y los espacios forestales y marinos integrados por el monte público del ayuntamiento y los espacios naturales protegidos (Refugio de Vida Silvestre Peñón de la Honda, Reserva Forestal y Marítinima de Santa Ana y Área Protegida Zona Litoral del Corregimiento del Espinal).

## Ubicación
Los Santos está ubicado al noreste de la península de Azuero, en la denominada Tierra Llana de la provincia de Los Santos. Al norte es colindante con el río La Villa, los municipios de Chitré y Pesé, al sur con los municipios de Macaracas y Guararé, al oeste el río La Villa y Pesé, y al este con el término municipal de Guararé y el océano Pacífico. Forma un continuo con el área metropolitana de Chitré.
| Noroeste: Herrera  | Norte: Herrera | Noreste: Océano Pacífico |
| Oeste: Pesé        |                | Este: Océano Pacífico    |
| Suroeste Macaracas | Sur: Macaracas | Sureste: Guararé         |

## Relieve
El terreno donde se asienta el término se remonta al Eoceno-Oligoceno, y está formado por materiales de origen sedimentario tobácico propensos a la erosión.
Tres unidades constituyen su paisaje: la marisma, la costa y la campiña. El río La Villa y su marisma ocupan el paisaje predominante al norte y noreste del término municipal. Al este se extienden las zona llana y kilómetros de Playas vírgenes coronadas por barrancos arenosos. El resto del territorio lo constituye la campiña, surcada por los ríos Toleta, Estibaná y la Quebrada Grande, los dos últimos mueren en el río La Villa; Quebrada La Honda, Quebrada del Haro en el estero del Peñón de la Honda, y el río Guararé en el estero homónimo. Al sur podemos encontrar pequeñas elevaciones que aumentan en altitud a medida que se acercan a la sierra del Canajagua.

## Clima
Si consideramos a la clasificación climática Köppen, el distrito de Los Santos tiene un clima tropical de sabanas Awi. Al estar situado en la franja costera del golfo de Parita su régimen de temperaturas es típico del Arco Seco, con episodios prolongados de sequías y altas temperaturas en la estación seca. Se caracteriza por una flora típica del bosque seco tropical, aunque no quedan bosques primarios en el distrito.
| Parámetros climáticos promedio de Los Santos | Parámetros climáticos promedio de Los Santos | Parámetros climáticos promedio de Los Santos | Parámetros climáticos promedio de Los Santos | Parámetros climáticos promedio de Los Santos | Parámetros climáticos promedio de Los Santos | Parámetros climáticos promedio de Los Santos | Parámetros climáticos promedio de Los Santos | Parámetros climáticos promedio de Los Santos | Parámetros climáticos promedio de Los Santos | Parámetros climáticos promedio de Los Santos | Parámetros climáticos promedio de Los Santos | Parámetros climáticos promedio de Los Santos | Parámetros climáticos promedio de Los Santos |
| Mes                                          | Ene.                                         | Feb.                                         | Mar.                                         | Abr.                                         | May.                                         | Jun.                                         | Jul.                                         | Ago.                                         | Sep.                                         | Oct.                                         | Nov.                                         | Dic.                                         | Anual                                        |
| -------------------------------------------- | -------------------------------------------- | -------------------------------------------- | -------------------------------------------- | -------------------------------------------- | -------------------------------------------- | -------------------------------------------- | -------------------------------------------- | -------------------------------------------- | -------------------------------------------- | -------------------------------------------- | -------------------------------------------- | -------------------------------------------- | -------------------------------------------- |
| Temp. máx. media (°C)                        | 33.6                                         | 34.1                                         | 34.8                                         | 35.4                                         | 35.4                                         | 34.4                                         | 34.0                                         | 34.3                                         | 34.0                                         | 33.8                                         | 33.5                                         | 33.3                                         | 35.4                                         |
| Temp. mín. media (°C)                        | 18.8                                         | 19.2                                         | 19.9                                         | 21.0                                         | 22.0                                         | 21.7                                         | 21.1                                         | 21.2                                         | 21.0                                         | 21.2                                         | 20.5                                         | 19.7                                         | 19.2                                         |
| Precipitación total (mm)                     | 12.1                                         | 0.7                                          | 3.7                                          | 21.1                                         | 111.2                                        | 137.3                                        | 96.6                                         | 123.2                                        | 161.6                                        | 224.8                                        | 126.9                                        | 46.6                                         | 1053.7                                       |
| Fuente: Empresa de Transmisión Eléctrica, SA |                                              |                                              |                                              |                                              |                                              |                                              |                                              |                                              |                                              |                                              |                                              |                                              |                                              |

## División político-administrativa
Está conformado por quince corregimientos:
| Corregimiento          | Población (2010) | Superficie (km²) | Densidad (hab/km²) | Ubicación |
| ---------------------- | ---------------- | ---------------- | ------------------ | --- |
| La Villa de Los Santos | 7.991            | 72.9             | 109,6              | La Villa de Los Santos Santa Ana Agua Buena La Colorada Villa Lourdes Los Olivos La Espigadilla Sabanagrande El Guásimo Las Cruces Llano Largo Los Ángeles Las Guabas Tres Quebradas |
| El Guásimo             | 610              | 30,8             | 19,8               | La Villa de Los Santos Santa Ana Agua Buena La Colorada Villa Lourdes Los Olivos La Espigadilla Sabanagrande El Guásimo Las Cruces Llano Largo Los Ángeles Las Guabas Tres Quebradas |
| La Colorada            | 1030             | 20,7             | 49,8               | La Villa de Los Santos Santa Ana Agua Buena La Colorada Villa Lourdes Los Olivos La Espigadilla Sabanagrande El Guásimo Las Cruces Llano Largo Los Ángeles Las Guabas Tres Quebradas |
| La Espigadilla         | 1.675            | 28,1             | 59,7               | La Villa de Los Santos Santa Ana Agua Buena La Colorada Villa Lourdes Los Olivos La Espigadilla Sabanagrande El Guásimo Las Cruces Llano Largo Los Ángeles Las Guabas Tres Quebradas |
| Las Cruces             | 1.201            | 44,5             | 27                 | La Villa de Los Santos Santa Ana Agua Buena La Colorada Villa Lourdes Los Olivos La Espigadilla Sabanagrande El Guásimo Las Cruces Llano Largo Los Ángeles Las Guabas Tres Quebradas |
| Las Guabas             | 677              | 21,9             | 30,9               | La Villa de Los Santos Santa Ana Agua Buena La Colorada Villa Lourdes Los Olivos La Espigadilla Sabanagrande El Guásimo Las Cruces Llano Largo Los Ángeles Las Guabas Tres Quebradas |
| Los Ángeles            | 868              | 21,9             | 39,6               | La Villa de Los Santos Santa Ana Agua Buena La Colorada Villa Lourdes Los Olivos La Espigadilla Sabanagrande El Guásimo Las Cruces Llano Largo Los Ángeles Las Guabas Tres Quebradas |
| Los Olivos             | 1.259            | 27               | 46,6               | La Villa de Los Santos Santa Ana Agua Buena La Colorada Villa Lourdes Los Olivos La Espigadilla Sabanagrande El Guásimo Las Cruces Llano Largo Los Ángeles Las Guabas Tres Quebradas |
| Llano Largo            | 2.265            | 10,4             | 218,5              | La Villa de Los Santos Santa Ana Agua Buena La Colorada Villa Lourdes Los Olivos La Espigadilla Sabanagrande El Guásimo Las Cruces Llano Largo Los Ángeles Las Guabas Tres Quebradas |
| Sabanagrande           | 1.909            | 34,8             | 54,8               | La Villa de Los Santos Santa Ana Agua Buena La Colorada Villa Lourdes Los Olivos La Espigadilla Sabanagrande El Guásimo Las Cruces Llano Largo Los Ángeles Las Guabas Tres Quebradas |
| Santa Ana              | 3.329            | 69,7             | 47,8               | La Villa de Los Santos Santa Ana Agua Buena La Colorada Villa Lourdes Los Olivos La Espigadilla Sabanagrande El Guásimo Las Cruces Llano Largo Los Ángeles Las Guabas Tres Quebradas |
| Tres Quebradas         | 717              | 12,8             | 55,8               | La Villa de Los Santos Santa Ana Agua Buena La Colorada Villa Lourdes Los Olivos La Espigadilla Sabanagrande El Guásimo Las Cruces Llano Largo Los Ángeles Las Guabas Tres Quebradas |
| Agua Buena             | 1.117            | 10,1             | 111,1              | La Villa de Los Santos Santa Ana Agua Buena La Colorada Villa Lourdes Los Olivos La Espigadilla Sabanagrande El Guásimo Las Cruces Llano Largo Los Ángeles Las Guabas Tres Quebradas |
| Villa Lourdes          | 1.075            | 27,5             | 39,2               | La Villa de Los Santos Santa Ana Agua Buena La Colorada Villa Lourdes Los Olivos La Espigadilla Sabanagrande El Guásimo Las Cruces Llano Largo Los Ángeles Las Guabas Tres Quebradas |
| El Ejido               | --               | --               | --                 | La Villa de Los Santos Santa Ana Agua Buena La Colorada Villa Lourdes Los Olivos La Espigadilla Sabanagrande El Guásimo Las Cruces Llano Largo Los Ángeles Las Guabas Tres Quebradas |

Según la Ley 97 del 12 de noviembre de 2013, se creará el corregimiento de El Ejido, segregado del corregimiento de Santa Ana del distrito de Los Santos. Este corregimiento entrará en existencia el 2 de mayo de 2019.